# Heti Világgazdaság

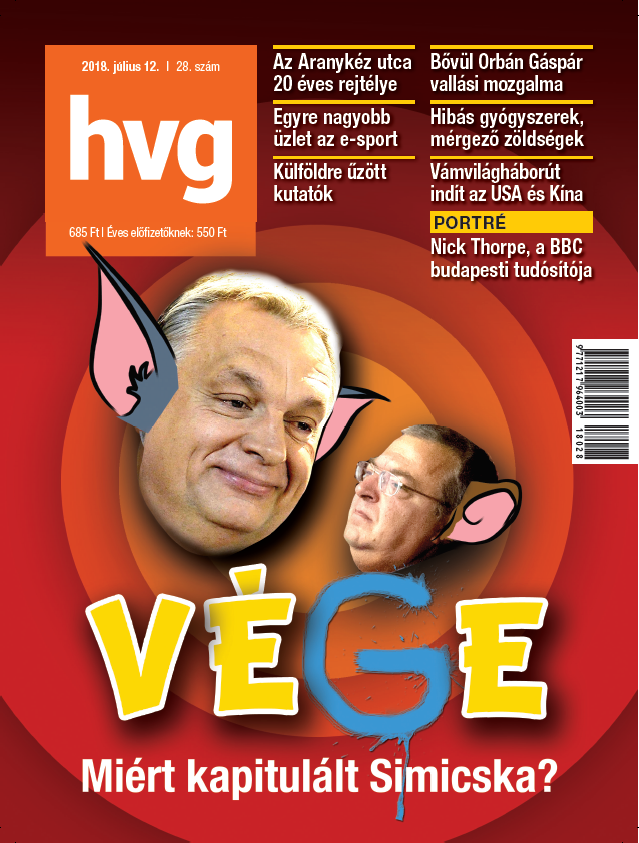
Titelseite der HVG vom 12. Juli 2018

Die HVG (Akronym von Heti Világgazdaság, deutsch „Wöchentliche Weltwirtschaft“) ist ein wöchentlich donnerstags erscheinendes liberales Magazin aus Ungarn. Das Blatt behandelt Themen aus dem Bereich Wirtschaft, Politik und Kultur aus dem In- und Ausland. Zusätzlich wurde das Online-Portal hvg.hu gestartet, das neben den Artikeln aus der Printausgabe weitere Artikel veröffentlicht. 

## Geschichte
Heti Világgazdaság wurde 1979 von Mátyás Vince gegründet. Die umgangssprachlich gern benutzte Abkürzung „HVG“ wurde später als offizieller Name angenommen (in Kleinbuchstaben: hvg).

### Gründung
István Gyulai, Chefredakteur der damaligen Világgazdaság („Weltwirtschaft“), empfahl Mátyás Vince für den Posten des Chefredakteurs des Heti Világgazdaság. Nach einer Vorbereitungszeit von drei Monaten erschien die erste Ausgabe Juni 1979.
Ziel des damals 32-seitigen wöchentlichen Magazins war es, jedermann Informationen über die Wirtschaft im In- und Ausland zugänglich zu machen, da der Vorgänger Világgazdaság aus Gründen der Zensur nur einer bestimmten Fachleserschaft vorbehalten war. Die donnerstags erscheinende Zeitschrift war von Anfang an bei den Zeitschriftenhändlern erhältlich und hatte eine junge, intellektuelle Leserschaft.

### Chefredakteure
- Mátyás Vince (1979–1988)
- Iván Lipovecz (1988–2005)
- Pál Réti (2005–)

## Inhaltliche Ausrichtung
Nach einem inneren redaktionellen Statut von Anfang der 90er-Jahre ist die hvg insbesondere in Wirtschaftsfragen ein liberales Magazin. Die hvg sieht sich in der Rolle eines Wächters über die Demokratie und steht keiner politischen Partei nahe. Die Mitarbeiter fühlen sich an die Überparteilichkeit gebunden.
Grundsätzlich wählt die Redaktion Artikel nicht danach aus, ob sie einer bestimmten politischen Partei schaden oder nützlich sind. Allerdings existiert in der Rubrik Meinungen (ung. Vélemények) die Möglichkeit, politische Meinungen und Auffassungen zu äußern (Kommentar). Die Leitung der Zeitschrift ist bemüht, dass Kolumnisten anderer Blätter nicht für die hvg schreiben.
Das Magazin deckt häufig Zusammenhänge und Verstrebungen zwischen der ungarischen Wirtschaft und Politik auf. Sie betrieb als erstes ungarisches Presseorgan eine investigative Linie und ist für ihre aufdeckenden und unbequemen Berichterstattungen mehrmals verklagt worden.
Endgültiger Redaktionsschluss ist Dienstagabend, an dem noch letzte aktuelle Änderungen vorgenommen werden. Deswegen werden nicht alle Teile des Magazins zur gleichen Zeit gedruckt. Die Themen für die nächste Ausgabe werden am Mittwoch vereinbart.
Die Artikel entstehen Woche für Woche, in aktuellen Ausnahmesituationen kann die Zeitschrift auch in ein bis zwei Tagen zusammengestellt werden, wie z. B. bei den Terroranschlägen vom 11. September. 

### Ständige Rubriken
- Fókuszban („Im Fokus“)
- Társadalom („Gesellschaft“)
- Világ („Welt“)
- Monitor
- Prizma
- Szellem („Geist“)
- Trend (nicht jede Woche)
- Interjú („Interview“)
- Magyar gazdaság („Ungarische Wirtschaft“)
- Nemzetközi gazdaság („Internationale Wirtschaft“)
- Pénzügyek („Finanzen“)
- Hét nap gazdaság („Sieben Tage Wirtschaft“)
- Reflex
- Portré („Portrait“)
- Hét nap („Sieben Tage“)

## Titelbilder
Die jeweiligen Titelbilder behandeln das jeweilige Topthema der Woche auf humoristisch-satirische Art. In den 80er-Jahren waren vor allem Grafiken zu sehen, die versteckt Systemkritik äußerten. Die Tendenz zu immer absurderen Titelbildern wurde nach dem Systemwechsel etwas abgeschwächt, konkretere Zusammenhänge rückten nun in den Fokus. Besonders kontrovers waren satirische Spielereien mit den ungarischen Nationalsymbolen; mittlerweile wird darauf weitgehend verzichtet. 

## Leserschaft
Nach mehreren statistischen Erhebungen verfügt die Mehrheit der Leser des hvg über die Hochschulreife oder einen Hochschulabschluss, 70–80 % sind Stadtbewohner. Die Hälfte der Leserschaft konzentriert sich auf Budapest. Die hvg hat kein spezielles Profil und ist vom Typ her ein Mainstream-Magazin mit einer hohen Auflage.
In den 80er-Jahren verfügte die Zeitschrift über eine sehr treue Leserschaft, die sich oft in sogenannten  HVG-Klubs traf, um regimekritische Meinungen auszutauschen.

## Inhaber
Die hvg wird von Redaktions-AG Wöchentliche Weltwirtschaft (Heti Világgazdaság Kiadói Részvénytársaság) herausgegeben. Die Seitenzahl variiert zwischen 100 und 120 Seiten. Besitzer der AG sind zu 75 % der deutsche Medienkonzern Funke (ehemals WAZ-Gruppe) sowie zu 25 % Redakteure und Mitarbeiter. Im Juli 2014 kündigte die Funke-Gruppe an, aus der Beteiligung auszusteigen.

## Vertrieb
70 % der Auflagen werden über Abonnements, 30 % über Zeitschriftenverkäufer vertrieben. Jährlich erscheint ein CD-Archiv mit allen Artikeln und Ausgaben des Jahres. Das Internet-Portal ist unter www.hvg.hu erreichbar, dessen Erfolg der Online-Ausgabe nicht zu den oft üblichen Abnahmen der Verkaufszahlen geführt hat. Die Gesamtauflage betrug im 3. Quartal 2007 90.143. 
Ungefähr 400.000 Menschen lesen die hvg durchschnittlich. Die Verkaufszahl wird von der aktuellen und politischen Stimmungslage beeinflusst; generell verkauft sich das Blatt im Herbst und zu den Wahlterminen besonders gut. 
Der größte Teil des Erlöses stammt aus Anzeigen. Die hvg nimmt keine staatlichen oder EU-Subventionen an, da sie auf politische Unabhängigkeit bedacht ist.

## Redaktion
Die Redaktion hat 80 Mitarbeiter, daneben viele freiberufliche Journalisten.

## Ausländische Vorlage, Parallelen
Sehr oft wird die hvg mit der britischen Zeitschrift The Economist verglichen. Zwar gibt es gewisse Übereinstimmungen vom Typ und der inhaltlichen Ausrichtung her, aber es besteht keine Zusammenarbeit zwischen den Redaktionen. Nachrichtenlieferant ist Reuters, von dem vor allem die Fotos verwendet werden.

## Weitere Veröffentlichungen und Beilagen
- HVG Háló („Netz“): Informatik-Beilage
- HVG Trend: Architektur-Beilage
- Műértő: („Kunstversteher“): Periodikum zu Kunstthemen
- HVG Könyvek („Bücher“): Buchverlag